# Óli Mittún
Óli Mittún, född 10 juni 2005 i Tórshavn, är en färöisk handbollsspelare (vänsternia/mittnia), som spelar för IK Sävehof.

## Meriter
- Svensk mästare 2024 med IK Sävehof

Individuella utmärkelser
- MVP vid U18-EM 2022
- All-Star Team som Bästa mittnia vid U19-VM 2023
- Bästa målskytt U18-EM 2022 (80 mål)
- Bästa målskytt U19-VM 2023 (87 mål)
- Bästa målskytt U20-EM 2024 (76 mål)
- All-Star Team som Bästa mittnia Handbollsligan 2023/2024[2]

## Privat
Mittún är kusin till handbollsspelarna Roi och Elias Ellefsen á Skipagøtu. Mittúns bror Pauli Mittún och syster Jana Mittún är också handbollsspelare. 